# Pachydectes
Pachydectes es un género extinto de terápsidos perteneciente a la familia Burnetiidae y al suborden Biarmosuchia, que vivió durante el Pérmico medio en lo que ahora es Sudáfrica. Se conoce por el holotipo (BP/1/5735), un cráneo parcial sin mandíbula, de unos 35 cm de longitud, por lo que el animal debió medir unos dos metros; se encontró en la Formación Koonap.